# فرانسوا أفولتير
فرانسوا جاك أفولتير (بالفرنسية: François Jacques Affolter)‏ (مواليد 13 مارس 1991) هو لاعب كرة قدم سويسري ، يجيد اللعب في مركز قلب الدفاع ، ويلعب أيضًا كلاعب خط وسط مدافع ، ويلعب حاليًا لنادي لوتسيرن السويسري منذ عام 2014.

## روابط خارجية
- فرانسوا أفولتير على موقع الاتحاد الأوربي (الإنجليزية)
- فرانسوا أفولتير على موقع الدوري الأمريكي (الإنجليزية)
- فرانسوا أفولتير على موقع قاعدة بيانات كرة القدم.إي يو (الإنجليزية)
- فرانسوا أفولتير على موقع ناشيونال فوتبول تيمز (الإنجليزية)
- فرانسوا أفولتير على موقع Soccerway.com (الإنجليزية)
- فرانسوا أفولتير على موقع عالم كرة القدم.نت (الإنجليزية)
- فرانسوا أفولتير على موقع أوليمبيديا (الإنجليزية)

- François Affolter